# Standard Motor Corporation
Die Standard Motor Corporation (kurz: SMC) ist ein taiwanischer Hersteller von Motorrollern, Quads und geländegängigen Fahrzeugen.

## Geschichte
Die SMC wurde im Juli 1993 als Handelsunternehmen gegründet und war ab 1994 als Importeur für den deutschen Marken-Hersteller Kreidler tätig. Ab 2000 wurden eigene Fahrzeuge zuerst für den US-Markt gebaut. 2004 eröffnete SMC ihre neue Fabrikation in Kangtien.
Bekannt wurden SMC durch den taiwanischen Rollerexport für den deutschen Markt unter der Markenbezeichnung „REX“. SMC wurde damit der zweitgrößte Rollerimporteur in Deutschland. Weiter ist der Hersteller SMC vor allem für seine Sportquads der 170er- sowie 250er-Klasse bekannt, welche in der Quadszene sowohl als zuverlässige wie auch tuningfreundliche Einsteigerfahrzeuge gelten. Sie werden von verschiedenen Importeuren mit unterschiedlichen Labels eingeführt und vermarktet.

## Produkte
Die Modelle unterscheiden hauptsächlich optisch und verwenden, bis auf Anbauteile, identische Technik. Durch die große Verbreitung gibt es für die Modelle der 250er-Klasse viel Tuningzubehör.
Zugleich aber produziert SMC auch für andere, bekannte Unternehmen Motoren und ganze Fahrzeuge. Hierbei greift man auf ausgereifte Technik zurück. Bei den Motoren handelt es sich meist um Lizenzbauten von Honda- sowie Subaru-Motoren.
So ist z. B. der Motor der 250er SMC (234 cm³) eng verwandt mit dem Motor der Honda CMX 250 Rebel.
Sport Series
Sportquads mit Kettenantrieb und Starrachse; kein Differential, deshalb seit dem 1. Januar 2018 in der EU nicht mehr als VKP zulassungsfähig.
Mit Handschaltung
Modellreihe 170/200/250 (mit 164/199/234 cm³ Hubraum)
Modelle BL und SK; Modelle STG ("Stinger") mit herzförmigem Stoßfänger und niedrigen Kotflügeln; Modell CBW mit weiteren Designänderungen (nicht als 170er).
Luftgekühlte Motoren; 250er Motor zweizylindrig.
Die letzten bekannten Erstzulassungen waren 2013.
Modellreihe 300/303 (mit 270 cm³ Hubraum)
Modell Captain; Modelle New STG, New RAM und New RAM (CGE) mit eckigeren Kotflügeln (RAM mit niedrigen Kotflügeln); Modell New Stinger (CJE) mit V-förmigem Stoßfänger und weiteren Designänderungen.
Werden in Deutschland unter der Bezeichnung "Trasher" vertrieben.
Modellreihe 500/503 (mit 499 cm³ Hubraum)
Modell New RAM 500; Modell New RAM 503 (tiefer gelegt).
Wurden bis 2017 gebaut. Werden in Deutschland unter den Bezeichnungen "Canyon" und "Trasher" vertrieben.
Mit stufenlosem Automatikgetriebe (CVT)
Alle Motoren flüssigkeitsgekühlt; wurden in Deutschland unter der Bezeichnung "Bronco" vertrieben.
Modellreihe 250/300/320(mit 249/288/312 cm³ Hubraum)
Modelle "Captain", "New RAM" und "New STG".
Modellreihe 303/323 (288/312 cm³ Hubraum)
Modelle "Captain (CEJ)", "New RAM (CGJ)" und "New Stinger (CJJ)"
Utility Series
Teilweise allradgetriebene ATVs mit 163/288/312/675 cm³ Hubraum.
Family Series
Quads für Kinder und Jugendliche; Hubraum 49 oder 96 cm³.
Andere Fahrzeuge
Ein- und zweisitzige Karts mit 49, 96 und 163 cm³ Hubraum; mehrere Motorroller; zwei Motorräder mit 125 cm³ Hubraum.

## Qualitätsmanagement
SMC ist seit 2001 ISO 9001 und ISO 9002 zertifiziert.